# Кісла
Кісла́ (рос. Кисла) — село у складі Асекеєвського району Оренбурзької області, Росія.

## Населення
Населення — 268 осіб (2010; 297 у 2002).
Національний склад (станом на 2002 рік):
- росіяни — 54 %
- татари — 35 %